# Villette-sur-Aube
Villette-sur-Aube è un comune francese di 227 abitanti situato nel dipartimento dell'Aube nella regione del Grand Est.

## Società

### Evoluzione demografica
Abitanti censiti